# السائق الشبح (فلم)
غوست رايدر (بالإنجليزية: Ghost Rider) فيلم أنتج عام 2007 عن بطل خارق مبني على قصص مارفل الخيالية. أخرج الفيلم مارك ستيفن جونسون ومن بطولة نيكولاس كيج بشخصية جوني بليز / الراكب الشبح.

## القصة

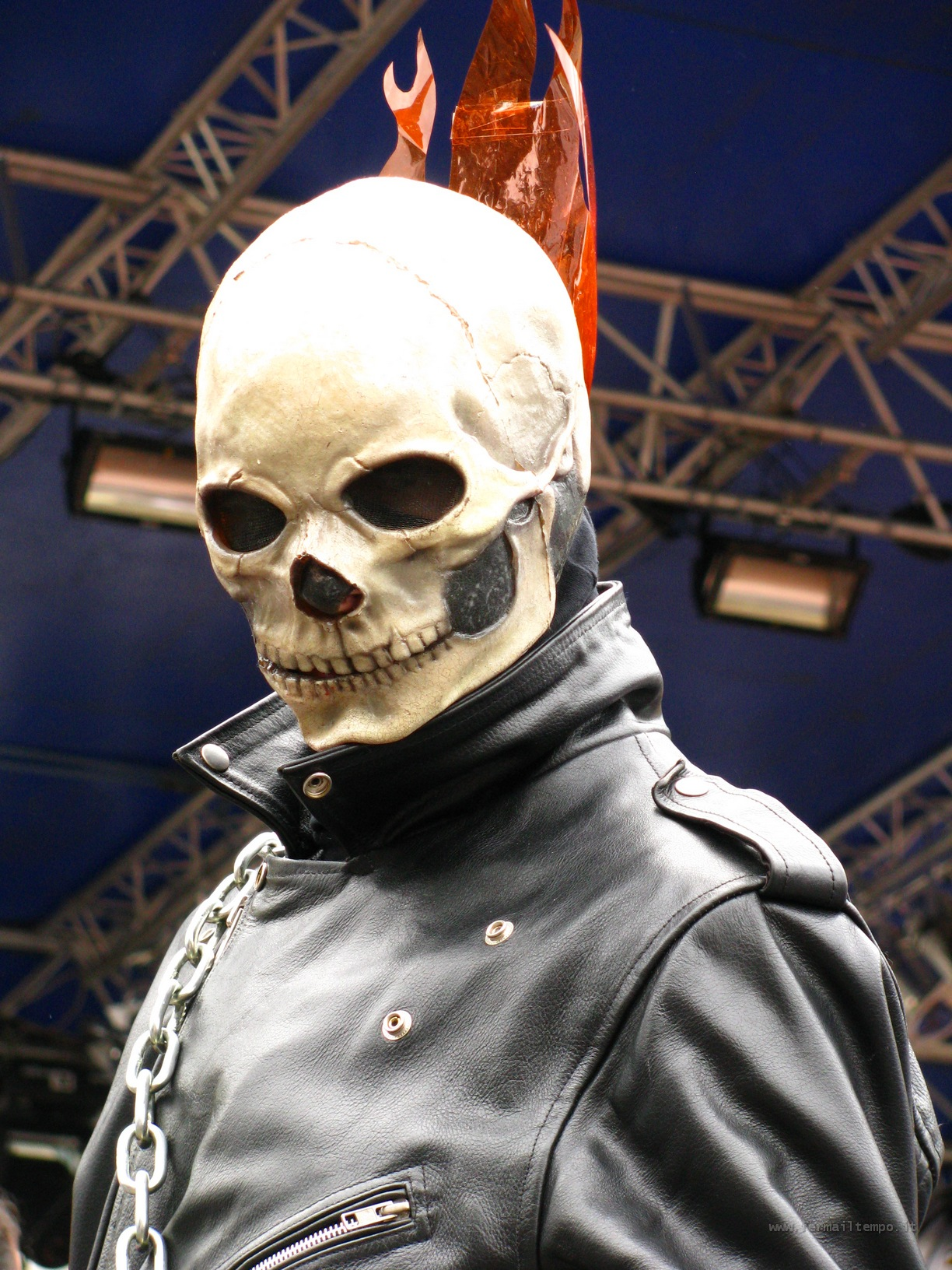
زي تنكري للسائق الشبح (جوني بلاز)

جوني بلاز ووالده بارتون بلاز يكونان ثنائيّا في سياقة الدّراجات النّاريّة في عرض في المعرض. وكان لجوني بلاز أغنية عاطفية مع روكسان سيمبسون.
علم جوني أن أباه كان قد أصابه سرطان قاتل. وتفاوض مع رجل غريب يلبس بالأسود على امتلاك روحة مقابل صحة والده ووافق وبالرغم من نجاة الأب من السرطان إلا أنه قد توفي في حادث وكان الرجل الأسود مفستوفيليس أي تجسيدا لالشيطان ممتلكا لروح بلاز ويعشق موهبته في قيادة الدراجات ويحوله لهيكل عضمي مشتعل كي يجابه ابنه بلاك هارت ويعني الاسم القلب الأسود.

## الميزانية والإيرادات
كلف الفيلم 110 مليون دولار وحقق أرباح تقدر بـ 229 مليون دولار.

## روابط خارجية
- مقالات تستعمل روابط فنية بلا صلة مع ويكي بيانات